# スカジャン

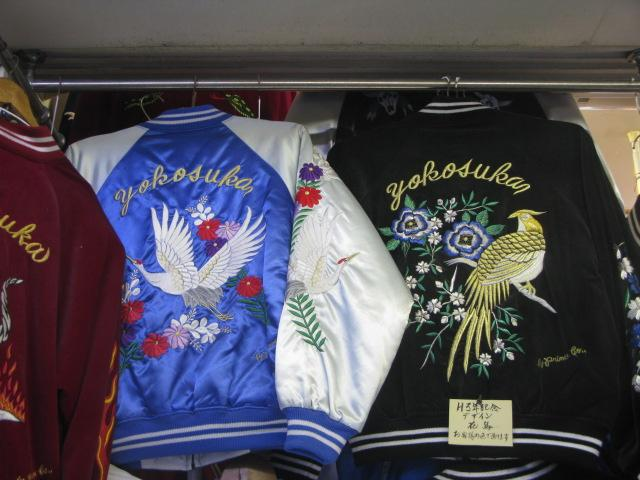
花鳥の刺繍が施されたスカジャン

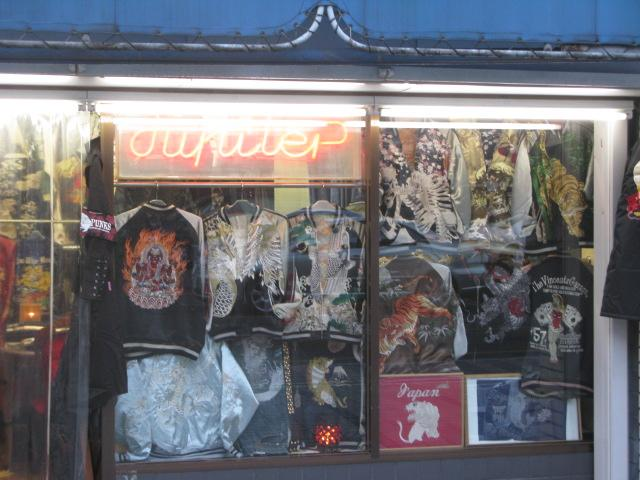
さまざまな刺繍のスカジャンが陳列されたどぶ板通りの店舗

スカジャンとは、光沢のある化繊の繻子織りで作られ、背中に大型で派手な刺繍が施されているスタジャンに似た形状のジャケット。
第二次世界大戦後に、日本を占領する連合国軍として横須賀周辺に駐留したアメリカ軍兵士たちが刺繍の入った服を土産品としたのが始まりとされ（諸説あり）、日本発祥の洋服といわれることもある。現在では日本土産の用途を離れ幅広い年代に愛用されている。

## 名前の由来
第二次世界大戦後間もないころ、横須賀米軍基地で日本駐留のアメリカ軍兵士達が記念として鷲・虎・龍などのオリエンタル柄や自分の所属していた部隊や基地などのエンブレムをデザインした刺繍をテーラーショップにオーダーしたのが始まりと言われている。
戦後、アメリカ軍兵士たちのあいだでは、土産物のジャケットを意味する「スーベニールジャケット」「スーベニアジャケット」などの呼び方で親しまれた。
1960年代ごろから「スーベニールジャケット」は「スカジャン」と呼ばれるようになった。由来については以下の2つがある。
- 「横須賀ジャンパー」の略
- 横須賀のジャンパーによくスカイドラゴンの刺繍が施されていたことから、スカイドラゴンジャンパーの略

なお定番の鳥の刺繍は、鷲なのか鷹なのかで議論になることもあるが、横須賀の老舗ショップでは一般的に「鷹」と呼ぶ。
また、ジャンパー本体が黒やグリーン一色であり、ミリタリー調になったスーベニールジャケットのことを「ベトジャン(ベトナムジャンパー)」と呼ぶ。

## 生地
スカジャンには「サテン」と「別珍」という二つの生地が使われることが主流である。サテンには、レーヨン、アセテート、ポリエステル等がある。シルクが使われているものもある。
防寒性を高めたスカジャンによく使われるキルティングは、スカジャンを作るときの材料不足を補うための苦肉の策から生まれた。シルクと同じように当時は綿も豊富になかったので紡績工場などから出る綿くずを固めて足りない分の綿を補ったのだが、これでは真綿のように絡み合うことがないため、着ているうちにどんどん下の方に中身が落ちてゆく。それを防ぐためにダウンジャケット同様のキルティングが採用された。